# Saxlingham Nethergate
Saxlingham Nethergate est une paroisse civile et un village du Norfolk, en Angleterre.